# 社会党-1
社会党-1（西班牙語：Partido Socialista-1，缩写为PS-1）是玻利维亚的一个左翼政党。该党成立于1978年2月。该党的意识形态是社会主义、民主社会主义、社会民主主义。该党的总部位于拉巴斯。该党是拉美社会主义协调的前成员。